# Burg bei Murten
Pour les articles homonymes, voir Burg.
Burg bei Murten (Châtel en français) est une localité et une ancienne commune suisse du canton de Fribourg, située dans le district du Lac.

## Histoire
Burg bei Murten est un petit village paysan situé au-dessus de Morat, sur le versant d'une colline morainique peu élevée, à l'est du lac de Morat et du Grand-Marais. On distinguait autrefois Unterburg d'Oberburg (une forteresse), qui a donné son nom à Burg, mais on n'en trouve ni trace archéologique ni mention dans les archives. À partir du XIVe siècle, Burg est attesté comme relevant de la seigneurie de Morat, devenue bailliage commun de Berne et Fribourg après les guerres de Bourgogne et entièrement fribourgeoise dès 1798.
L'ancienne demeure seigneuriale des Manuel à Oberburg devint en 1892 l'orphelinat du district protestant du Lac (il sera démoli après des incendies en 1964 et 1965). Une école de langue allemande fut fondée pour les villages d'Altavilla, de Burg et de Lurtigen en 1694. Le révolutionnaire russe Alexandre Ivanovitch Herzen fut reçu bourgeois de Burg en 1851.
En 1975, l'ancienne commune de Burg a fusionné avec sa voisine de Morat.

## Toponymie
1340 : Chastel
1394 : Castro
1413 : Castro villa
1510 : Burg

## Démographie
Burg bei Murten comptait 216 habitants en 1850, 187 en 1880, 246 en 1900, 187 en 1950, 167 en 1970.